# Леонід Крупнік
Леонід «Лео» Крупнік (нар. 15 липня 1979, Хмельницький, УРСР) — американський та ізраїльський футболіст українського єврейського походження, захисник.

## Кар'єра гравця

### Ранні роки та коледж
Леонід разом з батьками, Марком та Ритою, а також з братом Володимиром виїхали з рідної України до Сполучених Штатів у 1990-их роках, оселилися в місті Сан-Франциско, штат Каліфорнія. Спочатку подавав великі надії в гімнастиці, якою займався з шести років, але поступово разом з друзями захопився футболом. Одного разу його помітив менеджер молодіжного складу «Сан-Франциско Вікінгс» і юнак залишив гімнастику, а натомість зайнявся футболом.
Крупнік швидко став гравцем та капітаном команди Вищої школи імені Джорджа Вашингтона в Сан-Франциско, яку закінчив у 1997 році, після цього протягом наступних чотирьох років виступав за футбольну команду Університету Каліфорнії (Берклі), вивчаючи «Соціальне благополуччя». Леонід також мав гарні академічні результати, тому в 2000 році його ім'я було включено до Почесного Деканського випускного Листа

### Професіональна кар'єра
Лео був обраний командою «МетроСтарз» під 69-м загальним номером на Супер Драфті МЛС 2002, але не потрапив до складу нью-йоркців, тому сезон 2002 року провів у складі «Дес Мойнс Мінес» у Прем'єр Дівелопмент Ліг. Проте вже незабаром по ходу сезону став гравцем «МетроСтарз», але через травму пробитися до основного складу Леоніду не вдалося, й на правах вільного агента він приєднався до «Вілмінгтон Гаммергедс». У 2003 році «Вілмінгтон» оформили чемпіонство, а Крупнік перейшов до «Чарльзтон Баттері».
Під час перебування Леоніда в складі американської команди «Маккабі» в Ізраїлі, на нього звернули увагу скаути місцевого клубу «Маккабі» (Нетанья), брат Реувена Атара. Тренер клубу Реувен Атар запропонував Крупніку відправитися на перегляд до клубу, але на той час гравець мав чинний контракт у США. Проте сестра Леоніда, Світлана, продовжувала тримати зв'язок з Реувеном Атаром і, після завершення контракту з американським клубом, Леонід виїхав до Ізраїлю. Крупнік дуже цікавив ізраїльські клуби оскільки він мав право отримати ізраїльське громадянство, завдяки чому не вважався б легіонером.
У сезоні 2005/06 років підписав контракт всупереч побажанням його менеджменту. Після завершення сезону власник клубу змінився, а ізраїльський менеджер Реувен Атар, який запрошував гравця до клубу, був звільнений із займаної посади. Через це Леонід повернувся до Сполучених Штатів. Між ним та Major League Soccer велися переговори, але вони нічим не завершилися.
20 липня 2006 року Реувен Атар був призначений головним тренером клубу «Маккабі» (Герцлія), який щойно завоював путівку до Ізраїльської Прем'єр-ліги. Першим кроком Реувена на новій посаді стало підписання Леоніда Крупніка. Виступав у новій команді до зимової перерви, після чого вирішив не продовжувати контракт з клубом, оскільки «Маккабі» (Герцлія) не погоджувалося на нові умови договору.
Після відходу з «Маккабі» (Герцлії) другу частину сезону 2006/07 років провів у «Бней-Сахнін», якому допоміг повернутися до Ізраїльської Прем'єр-ліги. У наступному сезон Лео допоміг новачку Прем'єр-ліги посісти 4-е місце та пробитися до Кубку Інтертото.
17 червня 2008 року Крупнік підписав 3-річний контракт з «Маккабі» (Хайфа) на суму 360 000 доларів. У своєму дебютному сезоні в складі команди з Хайфи виступав на позиції центрального захисника, зіграв 30 матчів і допоміг «Маккабі» завоювати 11-й титул переможця Прем'єр-ліги. Проте поступово почав втрачати місце в основному складі команди.
У липні 2009 року Лео повернувся до «Нью-Йорк Ред Буллз» (раніше він вже виступав у цій команді, яка тоді була відома як «МетроСтарз»). 25 липня 2009 року дебютував у МЛС у програному з рахунком 0:4 поєдинку проти «Колорадо Репідз». Зіграв у футболці клубу з Нью-Йорку 3 матчі, а в листопаді повернувся до Ізраїлю, де вдруге в своїй кар'єрі став гравцем «Маккабі» (Нетанья).
5 лютого 2013 року ЗМІ повідомили, що Лео підписав контракт до кінця сезону з «Хапоелем» (Петах-Тіква), який виступав у Прем'єр-лізі. У сезоні 2013/14 років підписав контракт з «Маккабі» (Умм-ель-Фахм), який виступав у Лізі Алеф.
Влітку 2014 року підписав контракт з «Маккабі Кабіліо Яффа», в якому відіграв півсезону. В січні 2015 року підписав контракт з «Секцією Нес-Ціона», яка виступала в тому ж чемпіонаті. 12 червня 2015 року оголосив про припинення виступів та завершення футбольної кар'єри.

### Міжнародна кар'єра
У 2005 році Лев Кіршнер викликав Крупніка до складу збірної США для участі в Маккабіаді 2005, міжнародному єврейському спортивному змаганні на зразок Олімпіади, яке проходить в Ізраїлі раз на чотири роки. Того року Кіршнер зібрав найсильніший в історії команди склад, гравці якого мали досвід виступів на професіональному рівні. Американська команда дійшла до фіналу турніру, в якому поступилася збірній Ізраїлю, яка було вкомплектована гравцями юнацької збірної країни (U-18).

## Статистика виступів
| Клубні виступи    | Клубні виступи          | Клубні виступи         | Ліга  | Ліга | Кубок           | Кубок           | Кубок ліги | Кубок ліги | Континентальні   | Континентальні   | Загалом | Загалом |
| Сезон             | Клуб                    | Ліга                   | Матчі | Голи | Матчі           | Голи            | Матчі      | Голи       | Матчі            | Голи             | Матчі   | Голи    |
| США               | США                     | США                    | Ліга  | Ліга | Відкритий кубок | Відкритий кубок | Кубок Ліги | Кубок Ліги | Північна Америка | Північна Америка | Загалом | Загалом |
| ----------------- | ----------------------- | ---------------------- | ----- | ---- | --------------- | --------------- | ---------- | ---------- | ---------------- | ---------------- | ------- | ------- |
| 2002              | «Дес Мойнс Мінес»       | ЮСЛ ПДЛ                | 11    | 0    | 1               | 0               | –          | –          | 0                | 0                | 12      | 0       |
| 2002              | «Вілмінгтон Гаммергедс» | ЮСЛ Д3 Про Ліга        | 27    | 1    | 0               | 0               | –          | –          | 0                | 0                | 30      | 1       |
| 2003              | «Вілмінгтон Гаммергедс» | ЮСЛ Про Селект Ліга    | 27    | 1    | 3               | 0               | –          | –          | 0                | 0                | 30      | 1       |
| 2003              | «Чарльзтон Баттері»     | А-Ліга                 | 27    | 0    | 0               | 0               | –          | –          | 0                | 0                | 27      | 0       |
| 2004              | «Чарльзтон Баттері»     | А-Ліга                 | 27    | 0    | 0               | 0               | –          | –          | 0                | 0                | 27      | 0       |
| 2005              | «Чарльзтон Баттері»     | Перший дивізіон ЮСЛ    | 27    | 0    | 0               | 0               | –          | –          | 0                | 0                | 27      | 0       |
| Ізраїль           | Ізраїль                 | Ізраїль                | Ліга  | Ліга | Кубок Ізраїлю   | Кубок Ізраїлю   | Кубок Тото | Кубок Тото | Європа           | Європа           | Загалом | Загалом |
| 2005–06           | «Маккабі» (Нетанья)     | Прем'єр-ліга (Ізраїль) | 24    | 1    | 1               | 0               | 4          | 0          | 0                | 0                | 29      | 1       |
| 2006–07           | «Маккабі» (Герцлія)     | Прем'єр-ліга (Ізраїль) | 7     | 1    | 0               | 0               | 2          | 0          | 0                | 0                | 9       | 1       |
| 2006–07           | «Бней-Сахнін»           | Ліга Леуміт            | 10    | 0    | 0               | 0               | 2          | 0          | 0                | 0                | 12      | 0       |
| 2007–08           | «Бней-Сахнін»           | Прем'єр-ліга           | 31    | 0    | 1               | 0               | 6          | 0          | 0                | 0                | 38      | 0       |
| 2008–09           | «Маккабі» (Хайфа)       | Прем'єр-ліга           | 30    | 0    | 4               | 0               | 5          | 0          | 0                | 0                | 39      | 0       |
| США               | США                     | США                    | Ліга  | Ліга | Відкритий кубок | Відкритий кубок | Кубок ліги | Кубок ліги | Північна Америка | Північна Америка | Загалом | Загалом |
| 2009              | «Нью-Йорк Ред Буллз»    | Major League Soccer    | 3     | 0    | 0               | 0               | –          | –          | 0                | 0                | 3       | 0       |
| Ізраїль           | Ізраїль                 | Ізраїль                | Ліга  | Ліга | Кубок Ізраїлю   | Кубок Ізраїлю   | Кубок Тото | Кубок Тото | Європа           | Європа           | Загалом | Загалом |
| 2009–10           | «Маккабі» (Нетанья)     | Прем'єр-ліга (Ізраїль) | 12    | 0    | 0               | 0               | 0          | 0          | 0                | 0                | 12      | 0       |
| 2010–11           | «Маккабі» (Нетанья)     | Прем'єр-ліга (Ізраїль) | 31    | 0    | 4               | 0               | 7          | 0          | 0                | 0                | 42      | 0       |
| 2011–12           | «Маккабі» (Нетанья)     | Прем'єр-ліга (Ізраїль) | 33    | 0    | 3               | 0               | 3          | 0          | 0                | 0                | 38      | 0       |
| 2012–13           | «Маккабі» (Нетанья)     | Прем'єр-ліга (Ізраїль) | 8     | 0    | 0               | 0               | 4          | 0          | 1                | 0                | 13      | 0       |
| Загалом           | США                     | США                    | 65    | 1    | 4               | 0               | –          | –          | 0                | 0                | 69      | 1       |
| Загалом           | Ізраїль                 | Ізраїль                | 190   | 2    | 12              | 0               | 29         | 0          | 0                |                  | 221     | 2       |
| Загалом у кар'єрі | Загалом у кар'єрі       | Загалом у кар'єрі      | 243   | 3    | 10              | 0               | 29         | 0          | 0                | 0                | 288     | 3       |

## Досягнення
- Прем'єр-ліга (Ізраїль)
  -  Чемпіон (1): 2008/09